# Sint-Martinuskerk (Warschau)
De Sint-Martinuskerk (Pools: Kościół św. Marcina) is een kerk gelegen in de Poolse hoofdstad Warschau. De kerk is gesitueerd op de ulica Piwna ("Bierstraat") nabij het Oudestadsplein. De kerk van het vroegere Augustijnenklooster stamt uit 1353. Deze kerk werd ingrijpend verbouwd door architect Karol Antoni Bay in 1744.

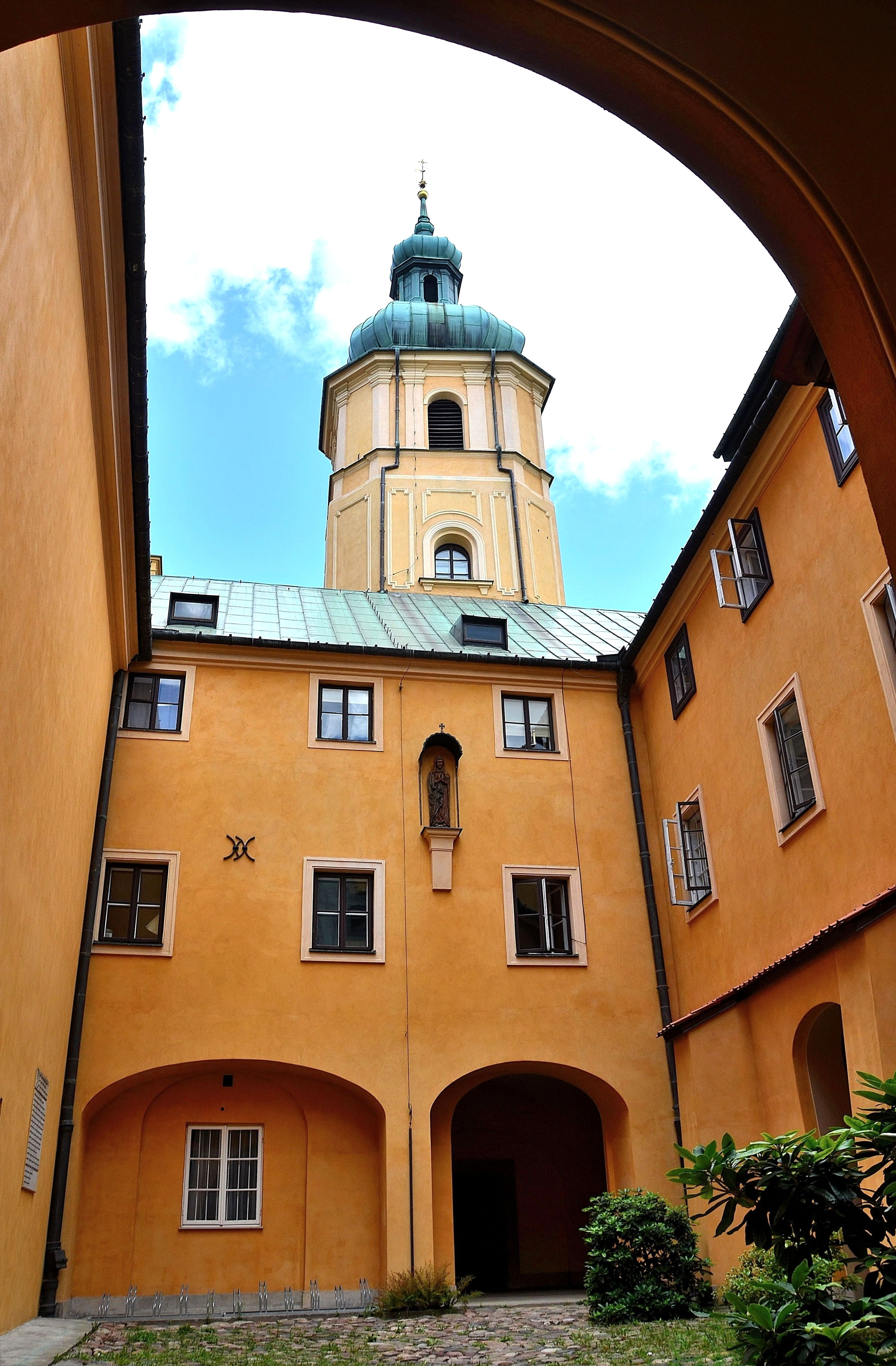
De binnenhof van het klooster met de klokkentoren

## Geschiedenis
De kerk werd gebouwd tussen 1353 en 1380 in gotische stijl en was een kloosterkerk die deel uitmaakte van het augustijnenklooster en van het Hospitaal van de Heilige Geest binnen de muren. Het hospitaal was gesticht door hertog Ziemovit III van Mazovië en zijn vrouw Eufemia. De ingang bevond zich eerder aan de zijkant van de stadsmuren en niet aan de Bierstraat waar die vandaag gevestigd is. De kerk had drie altaren: het hoofdaltaar van Sint Martinus en de zijaltaren van de Heilige Geest en van Sinta-Dorothea.
In de 17e eeuw vonden er op de binnenplaats van het augustijnenklooster bijeenkomsten plaats van het parlement van het Woiwodschap Mazovië.
Naar aanleiding van een aantal branden in de kerk tussen de 15e en 17e eeuw, werd de kerk in de stijl van de barok verbouwd door de Italiaanse architect Giovanni Spinola. Bij deze verbouwing werd de kerk ook geheroriënteerd, kwam de hoofdingang aan de Bierstaat te liggen en werd het hoofdaltaar verplaatst naar het zuidwesten. In 1744 werd de kerk verbouwd in de stijl van de rococo door Karol Antoni Bay. De kerk heeft overeenkomsten met een andere kerk van deze architect in Warschau, de Visitandinnenkerk. Net als deze kerk is de façade golvend. Het hoofdaltaar werd in 1751 voorzien van beeldhouwwerken van de Duits-Poolse beeldhouwer Jan Jerzy Plersch.
Het laatbarokke interieur ging verloren tijdens de Opstand van Warschau. Het enige kunstwerk dat gespaard werd, was een kruisbeeld.